# Kings and Queens (canção de 30 Seconds to Mars)
"Kings and Queens" é uma canção de rock da banda 30 Seconds to Mars. Foi lançado como primeiro single do álbum This Is War. Esse single foi usado como tema-música do filme brasileiro de 2012, 2 Coelhos.

## Lista de faixas
Todas as canções escritas por Jared Leto.
Digital download
1. "Kings and Queens" (Album Version) – 5:47

Digital download EP
1. "Kings and Queens" (Album Version) – 5:47
2. "Night of the Hunter" (Static Revenger Redux) – 4:57
3. "Kings and Queens" (Innerpartysystem Remix Main) – 6:14

Promo CD Single
1. "Kings and Queens" (Radio Edit) – 5:05
2. "Kings and Queens" (Album Version) – 5:47

EU CD single
1. "Kings and Queens" (Album Version) – 5:47
2. "Kings and Queens" (Radio Edit) – 5:05

UK White 7" Vinyl
1. "Kings and Queens" (Radio Edit) – 5:05

UK Black 7" Vinyl
1. "Kings and Queens" (Album Version) – 5:47
2. "Night of the Hunter" (Static Revenger Redux) – 4:57

UK Blue 7" Vinyl
1. "Kings and Queens" (Album Version) – 5:47
2. "Night of the Hunter" (Static Revenger Redux) – 4:57

## Desempenho nas paradas musicais
| Parada (2009/2010)                                       | Melhor posição |
| -------------------------------------------------------- | -------------- |
| Austrália - Australian Singles Chart                     | 64             |
| Áustria -Ö3 Austria Top 40                               | 35             |
| Bélgica - Belgian Singles Chart (Flanders)               | 15             |
| Canadá - Canadian Hot 100                                | 70             |
| Chéquia - Czech Airplay Chart                            | 58             |
| Chéquia - Czech Modern Rock                              | 1              |
| Países Baixos - Dutch Top 40                             | 21             |
| União Europeia - European Hot 100 Singles                | 52             |
| Alemanha - Germany Singles Chart                         | 39             |
| Nova Zelândia - New Zealand Singles Chart                | 14             |
| Noruega - Norwegian Singles Chart                        | 38             |
| Portugal - Portuguese Singles Chart                      | 9              |
| Escócia - Scottish Singles Chart                         | 19             |
| País de Gales - Subscription Plays Chart                 | 37             |
| Reino Unido - UK Download Chart                          | 28             |
| Reino Unido - UK Singles Chart                           | 28             |
| Estados Unidos - US Billboard Hot 100                    | 82             |
| Estados Unidos - US Billboard Rock Songs                 | 4              |
| Estados Unidos - US Billboard Alternative Songs          | 1              |
| Estados Unidos - US Billboard Hot Mainstream Rock Tracks | 20             |

## Certificações
| País          | Certificações (Vendas) |
| ------------- | ---------------------- |
| Nova Zelândia | Ouro                   |